# Ona Šimaitė
Ona Šimaitė (Akmené, 6 de gener de 1894− París, 17 de gener de 1970) va ser una bibliotecària lituana de la Universitat de Vílnius que va utilitzar la seva posició per ajudar i rescatar jueus del gueto de la ciutat durant la Segona Guerra Mundial. Va ser reconeguda com a Justa entre les nacions per l'organització Iad va-Xem.

## Biografia
Va néixer a Akmené, Lituània, el 6 de gener de 1894 i va estudiar a Moscou. L'any 1940 va convertir-se en bibliotecària després de formar-se a la Universitat de Vílnius.
Entre els anys 1941 i 1944 va fer diverses incursions al gueto jueu de Vílnius i amb l'excusa de recuperar els llibres prestats als reclusos aprofitava per entrar-hi menjar, roba, diners, medecines, cartes, manuscrits i llibres. A més, va treure diversos nens del gueto en sacs de patates mentre dormien, va amagar a adults al seu apartament i a la biblioteca de la universitat, i va ajudar a la resistència del gueto proveint-los d'armes, menjar, documents i medecines.
Šimaitė va ser delatada a finals de 1944. La Gestapo la va torturar durant dotze dies, penjant-la cap per avall i cremant-li les plantes dels peus, però es va salvar de l'execució gràcies a les protestes dels seus companys i a la intervenció del director de la biblioteca de la Universitat de Vílnius. Va ser enviada a Dachau, va sobreviure a la guerra, i es va instal·lar a París fins a la seva mort, excepte durant un breu període de la dècada dels 1950 quan va viure al nou estat d'Israel. A París va continuar exercint de bibliotecària fins que es va retirar.
Šimaitė no es va arribar a casar però va adoptar a una estudiant jueva de Varsòvia que havia rescatat del gueto anomenada Sala Vaksman (més tard, Tanya Shterntal).
L'any 1966 va ser reconeguda per Iad va-Xem com a Justa entre les Nacions. Va morir l'any 1970.